# Ляонин (самолетоносач, 1988)
Ляонин (на китайски: 辽宁, също известен под бордовия номер 16 и по-рано – под неофициалното име на китайски: 施琅 „Ши Лан“ в чест на китайския пълководец от XVII век) е авионосен крайцер на ВМС на НОАК. Заложен е през 1985 г. в корабостроителницата на Николаев за ВМФ на СССР под името „Рига“, като втория авионосен крайцер от проекта 1143.6. На 19 юни 1990 г. е преименуван на „Варяг“.
След разпада на СССР кораба преминава към Украйна и построяването му е прекратено през 1992 г. През 1998 г. е закупен от Китай, официално – с цел организирането на плаващ център за развлечения. Отбуксиран е в Китай и е достроен като самолетоносач. На 25 септември 2012 г. влиза в състава на ВМФ на НОАК. Към 2018 г. е единият от двата съществуващи самолетоносача на Китай.

## История

### Строителство
ТАВКР от проекта 1143.6 е разработен в Невското проектно-конструкторско бюро под ръководството на В. Ф. Аникиев. На 21 август 1985 г. е зачислен в списъците на корабите от ВМФ на СССР и на 6 декември 1985 г. е заложен в Черноморския корабостроителен завод в Николаев (заводски №106), спуснат е на вода на 25 ноември 1988 г.

### Консервация
През 1992 г., при 67% техническа готовност, строителството му е спряно и кораба е законсервиран.
Още преди разделянето на Черноморския флот на СССР, в началото на 1992 г., в Китайската Народна Република постъпват предложения от Украйна за продажбата на самолетоносача. За оценка на възможностите в Украйна е изпратена специална комисия от ВМФ на НОАК.
През 1993 г. според договора между Украйна и РФ строящият се ТАВКР „Варяг“ преминава към Украйна.
През април 1998 г. самолетоносача е продаден на китайската компания Chong Lot Travel Agency Ltd за 20 милиона долара., както е обявено, за организирането на плаващ развлекателен център с казино, подобно на плаващите развлекателни центрове, създадени от „Киев“ и „Минск“. Сюй Цзинпин твърди, че неговите общи разходи на сделката са много по-високи, и той е похарчил в периода 1996 – 1999 г. не по-малко от 120 млн. долара, свои и взети на заем средства. Независимо от неговите продължителни преговори с Държавния съвет на КНР, китайското правителство е съгласно да върне на бизнесмена само 20 млн. долара, платени на търга, а също и останалите документално оформени разходи.
През 2000 г. буксира Suhaili пристига в Черно море, за да започне буксировката на самолетоносача. Но Турция, под давлението на САЩ отказва да го пропусне през Босфора в течение на 16 месеца, според официалната версия – че преминаването през черноморските проливи на толкова голям корпус, без той да има собствени двигатели, може да доведе до тежки навигационни последствия. През цялото това време, докато вървят преговорите, кораба циркулира в Черно море. На 2 ноември 2001 г. турските власти най-накрая дават разрешение за преминаването, и самолетоносача под буксировката на Haliva Champion и „Николай Чикер“ през проливите преминава в Средиземно море, което отнема почти 6 часа.
На 3 ноември 2001 г., веднага след излизането си от проливите, буксируемия самолетоносач попада в силен щорм, достигащ 9 бала по скалата на Бофорт. През нощта се къса буксирното въже, и корпуса със седем члена на екипажа на борда, впоследствие свалени с вертолет от бреговата охрана на Гърция, дрейфува в Егейско море до 4 ноември. Лошото време пречи на опитите на буксирите да възстановят контрола над кораба. На 6 ноември, при опита да се качи на самолетоносача буксирното въже, загива матроса Арес Лин от буксира Haliva Champion. Едва на 7 ноември контрола над самолетоносача е възстановен.
Правилата за движение по Суецкия канал забраняват преминаването на кораби без действаща силова установка, и за това „Варяг“ е насочен за плаване около Африка през Гибралтар. Два буксира, „Николай Чикер“ и Sandy Cape, буксират кораба със средна скорост 11 километра в час на протежение 28200-километровия маршрут, с междинни спирки за зареждане с гориво и попълване на запасите. Кораба пристига в Китай на 3 март 2002 г. и веднага влиза в корабостроителницата в Далян.
Общата стойност на кораба за КНР съставя 25 милиона долара за украинското правителство и 5 милиона долара заплащане за буксирането.

### Модернизация
През 2005 г. кораба е поставен при стенатана на корабостроителния завод в Далян. В течение на последващите 6 години е подложен на интензивна модернизация и дострояване. Силно ръждясалият корпус е почистен чрез пясъкоструйна обработка и боядисан. Каталога „Jane’s Fighting Ships“ предполага, че кораба може да бъде наречен „Ши Лан“ и ще получи номер на борда 83, но тези данни не са потвърдени.
В началото на 2008 г. кораба получава неофициално името „施琅“ („Ши Лан“), което по-късно е опровергано от Министерството на отбраната на КНР, и бордовия номер „83“. Кораба е поставен за инспекция и ремонт в сух док във военноморската база в Далян. Плановете на ВМФ на НОАК по отношение на самолетоносача са неопределени дълго време. Аналитиците обсъждат редица възможности: влизане в строй или използването му като база за тренировки. В сухия док е проведено поставянето на двигателите и тежкото оборудване. На него са монтирани нови радари, системи въоръжение, престроена е надстройката и са премахнати шахтите за противокорабните ракети „Гранит“.
През май 2010 г. се появяват първите фотографии на изтребителя Shenyang J-15, основан на прототипа Су-33 (опитен съветски самолет Т10К е купен от Китай от Украйна), предназначен за този и другите авионосни кораби на китайския флот.
През април 2011 г. Тайван обвинява Китай в това, че на основа чертежите на ТАВКР „Варяг“ Пекин възнамерява да започне строителството на собствени самолетоносачи, а работите, водещи се със самия кораб, също свидетелстват за намерението той да влезе в строя на ВМС, а не, както е обещано, като плаващ развлекателен център с казино. Това косвено е потвърдено от това, че Китай построява полигон за подготовка на летци от палубната авиация, аналогичен на комплекса „НИТКА“ в Крим. Към началото на лятото се изяснява, че дострояването и модернизацията на самолетоносача в Далян е практически завършена.
На 8 юни 2011 г. началника на Генщаба на НОАК генерал Чен Бинде за първи път официално потвърждава, че кораба ще бъде въведен в строй като самолетоносач, едновременно подчертавайки, че основната задача на кораба ще бъде службата като учебна и експериментална платформа за бъдещето построяване на собствени китайски самолетоносачи.
На 10 август 2011 г. кораба за първи път излиза за ходови изпитания, продължаващи 4 дни. На 15 август самолетоносача се връща в Далян и напуска порта едва на 29 ноември същата година. От декември 2011 до юли 2012 г. кораба провежда редица маневри, по време на които, по данни на източниците, се провеждат изпитания на различните системи от въоръжението и оборудването и полети на вертолети на палубата. Обаче в хода на тези изпитания кацания на самолети на палубата не са провеждани.
В края на ноември – началото на декември 2011 г. самолетоносача преминава втора серия ходови изпитания, която продължава 12 дни. На 8 декември самолетоносача е фотографиран в Жълто море (примерно на сто километра югоизточно от китайския порт Далян) от американски разузнавателен спътник. Властите на Китай не разкриват детайли на задачите, които са поставени пред кораба, ограничавайки се с коментара, че самолетоносача е изведен в морето за „съответстващите научни изследвания и експерименти“. Към май 2012 г. самолетоносача изпълнява шест ходови изпитания.
По-рано се съобщава, че със завършването на пълната програма на изпитанията самолетоносача ще бъде предаден на Далянския военноморски корабен институт, ставайки та неговият трети учебен кораб. И ще бъде използван като тренажор за пилотите и палубните самолети до въвеждането в строй на самолетоносача от собствения проект CV17. При това, „Ляонин“ също ще бъде включен в бойния строй, тъй като Китай, според различните данни, се готви да има към средата на 2020-те години от четири до шест самолетоносачни ударни групи, които ще бъдат разгърнати в Южнокитайско и Източнокитайско морета.

### Служба в състава на ВМС на НОАК
На 25 септември 2012 г. в порта на Далян се състои тържествената церемония по приемането в състава на Военноморския флот на НОАК на самолетоносача „Ляонин“ (на китайски: 遼寧 – в чест на провинцията в североизточен Китай) с бордови номер 16. В церемонията вземат участие председателя на КНР Ху Дзинтао и премиера на Държавния съвет на КНР Уън Дзябао.
Въпреки това, към този момент кораба още нито веднъж не е пускал и не е приемал на палубата си самолети. Едва на 4 ноември 2012 г. официалният източник на НОАК PLA Daily заявява, че изтребител J-15 е провел докосване на палубата и пробег по нея с последващо излитане, а на 24 ноември и във вестника South China Morning Post се появява съобщение за успешното кацане на изтребител J-15 на палубата на самолетоносач – самолета е управляван от летеца-изпитател Дай Минмен. Така, КНР официално става нова държава, имаща морска палубна авиация с хоризонтално излитане и кацане. На 25 ноември е официално обявено вече за пет успешни кацания върху самолетоносача с изтребители J-15.
На 7 април 2014 г. министъра на отбраната на САЩ Чък Хейгъл по време на своята визита в Китай посещава „Ляонин“, така ставайки първия чуждестранен високопоставен чиновник, посетил самолетоносача. На 22 април 2014 г. е обявено, че самолетоносача скоро ще застане в сух док за планов междинен технически ремонт с продължителност около 6 месеца, в хода на който ще бъде ремонтирана силовата установка, проверени системите на оръжието, при необходимост ще бъдат заменени някои бордови системи.
През декември 2016 г. „Ляонин“ излиза в Жълто море за отработка на действията на авиационна група самолети-изтребители J-15 по отразяване на въздушна атака по самолетоносача.
На 25 декември представители на министерството на самоотбраната на Япония заявяват, че „Ляонин“ се е появил в централните води на Източнокитайско море, а в 10 часа сутринта е преминал пролива Мияко и е излязъл в западната част на Тихия океан. В началото на януари 2017 г. авиационна група от „Ляонин“ провежда нощна тренировка по излитане и кацане в Южнокитайско море. На 12 януари 2017 г. „Ляонин“ преминава Тайванския пролив и се насочва към базата си.
Този поход предизвиква широк резонанс в Тайван
На 25 юни 2017 г. „Ляонин“ и разрушителите „Цзинан“, „Инчуан“ и разрушителя УРО „Янтай“ излизат от Циндао за провеждането на учения.
На 6 юли 2017 „Ляонин“ пристига в Хонконг за празниците за 20 годишнина от връщането на Хонконг на Китай. От 7 юли в течение на 5 дни самолетоносача е открит за свободно посещение, обаче в някои от помещенията е забранена фото- и видеозаснемането, а част от помещенията си остават затворени.
През 2018 г. е разгледана възможността за замяна и списване на самолетоносача „Ляонин“.
На 22 април 2018 г. самолетоносача „Ляонин“, в състава на група кораби от ВМФ на Китай, отработва учебни бойни действия против подводни лодки и кораби на „предполагаемия противник“ в Източнокитайско море.

## Конструкция
Конструкцията на кораба е близка до еднотипния „Адмирал на Съветския съюз Кузнецов“, повечето разлики се заключават в използваните системи на бойното и радиоелектронното въоръжение. Според наличните данни, пусковите установки за противокорабните ракети П-700 „Гранит“ в носовата част на самолетоносача са демонтирани, а палубните шахти за тях са запушени, за да се освободи място за разполагането на резервните части за самолетите и вертолетите от корабната авиогрупа.
Вместо 8 зенитни ракетно-артилерийски комплекса „Каштан“, достроеният в Китайската Народна Република самолетоносач носи три 11-стволни 30-мм зенитни артилерийски комплекса Type 1130, явяващ се своеобразен хибрид между системите Goalkeeper и Meroka. Зенитно-ракетното въоръжение се състои от три 18-зарядни пускови установки за зенитните управляеми ракети FL-3000N с близък радиус на действие, снабдени с инфрачервени глави за самонасочване и с далечина на стрелбата до 6 километра.
Като цяло, ракетно-артилерийското въоръжение на „Ляонин“ е силно отслабено по сравнение с първоначалния съветски проект и вече е ориентирано изключително към близката противовъздушна отбрана на самолетоносача, но и в това си качество съществено отстъпва на базовия проект (например, боекомплекта на зенитните управляеми ракети на борда е съкратен почти пет пъти – от 256 до 54 единици, а броя на 30-мм артилерийски стволове намалява тройно – от 96 до 33). Впрочем, възможно, за сметка на това решение да е увеличен запаса на авиационните гориво-смазочни материали и/или авиационните боеприпаси на кораба.

## Оценка
През 2018 г. оглавява рейтинга за най-несполучливите самолетоносачи според мнението на изданието Business Insider.